# جزایر راجا آمپات
جزایر راجا آمپات (به انگلیسی: Raja Ampat Islands) که به زبان محلی به معنی چهار پادشاه است در غرب استان پاپوآی غربی در کشور اندونزی قرار گرفته است. این مجمع الجزایر که در موقعیت شمال غربی جزیره گینه نو قرار دارد متشکل از بیش از ۱۵۰۰ جزیره کوچک می‌باشد
در نزدیکی جزیره راجا آمپات غار تولومول قرار دارد که نقاشی‌هایی که توسط انسان‌های باستانی کشیده شده است در آن دیده می‌شود. در سمت شمال جزیره وایگیو نیز میراثی از جنگ جهانی دوم وجود دارد.

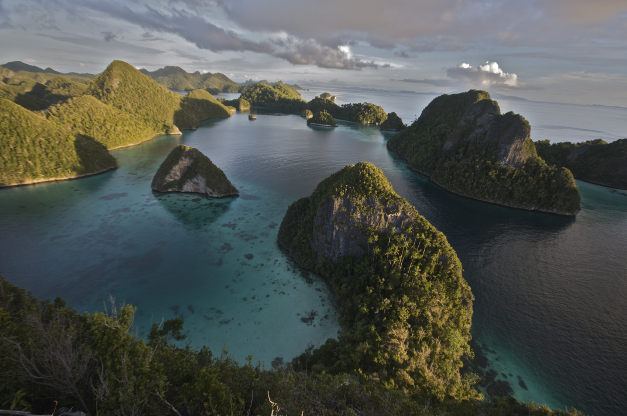